# Angelo Schiavio
Angelo Schiavio (Bologna, 15 de outubro de 1905 – 17 de abril de 1990)  foi um futebolista e treinador de futebol italiano. Atuando como atacante, foi um dos goleadores da Copa do Mundo de 1934, vencida pela sua seleção. Foi dele o gol do título, e também foi Schiavio o artilheiro da campanha da seleção italiana naquela edição, com quatro gols.
É o maior artilheiro do Bologna, seu único clube. Foram 252 gols em 364 jogos, sendo caracterizado por combinar potência física e habilidade nos dribles e o líder de uma equipe deste clube apelidada de "time que faz o mundo tremer". Schiavio detém a terceira melhor média de gols (0,69 por partida) entre os jogadores que participaram de pelo menos cem jogos do campeonato italiano.

## Carreira

### Único clube: Bologna
Durante toda sua carreira, Schiavio jogou só no Bologna, de 1922 a 1938. Desde o início, demonstrou boa média de gols: em sua primeira temporada, a de 1922-23, marcou seis vezes, mas tendo jogado igualmente apenas seis partidas. Na de 1923-24, foram 15 gols em 24 jogos. Na posterior, em 1924-25 foram 16 em 27. Nesta temporada, os rossblù foram pela primeira vez campeões do campeonato italiano. Meses depois, em novembro de 1925, Schiavio estreou pela seleção italiana.
Na temporada subsequente, a de 1925-26, Schiavio conseguiu mais de um gol por jogo, marcando 28 vezes em 20 partidas. Manteve uma média alta nas temporadas seguintes: 17 gols em 25 jogos na de 1926-27, 30 em 26 na de 1927-28 e 26 e 30 na de 1928-29,[carece de fontes?] temporada na qual ele e o clube obtiveram seu segundo título no campeonato.[carece de fontes?] Ainda em 1929, o atacante e o clube participaram de uma excursão pela América do Sul; na temporada italiana de 1929-30, Schiavio terminou jogando apenas quinze vezes, com sete gols.[carece de fontes?]
Entre as temporadas 1930-31 e 1934-35, a Juventus obteve um inédito pentacampeonato,[carece de fontes?] formando naturalmente a base da seleção. Já Schiavio mantinha-se um ídolo nacional indiscutível. Ele e o Bologna, por sua vez, venceram em 1932 e em 1934 a Copa Mitropa, torneio considerado precursor da Liga dos Campeões da UEFA. Na Serie A, o atacante, em meio ao domínio da Juventus, continuou em grande desempenho individual; foram 16 gols em 21 jogos na temporada 1930-31, 25 em 30 na de 1931-32[carece de fontes?] (terminando, pela única vez, como artilheiro do campeonato ), 28 em 33 na de 1932-33 e 9 em 19 na de 1933-34,[carece de fontes?] ao fim da qual terminou convocado à Copa do Mundo FIFA de 1934, realizada em seu país e na qual marcou o gol do título da Azzurra.
Após o mundial, Schiavio já não manteve uma média tão alta. Foram 12 gols em 27 partidas na temporada 1934-35 e 10 em 26 na de 1935-36, na qual o Bologna voltou a ser campeão, encerrando a série da Juventus.[carece de fontes?] Àquela altura, o colega Carlo Reguzzoni já se mostrava como o novo líder técnico do elenco. Schiavio jogou mais duas temporadas, mas pouco: foram apenas duas partidas (com dois gols) na de 1936-37, na qual os felsinei obtiveram novo título italiano seguido; e seis, sem marcar, na de 1937-38.[carece de fontes?] Teria decidido parar de jogar após perder contra a Lazio um gol visto como fácil de converter.
Depois que Schiavio parou de jogar, em 1938, o Bologna obteve apenas mais três títulos no campeonato italiano. Em 1938, o clube era o terceiro maior campeão, abaixo do Genoa (nove) e Juventus (sete), possuindo a mesma quantidade de troféus da Internazionale (quatro) e mais do que Milan (três) e Torino (um).[carece de fontes?] Atualmente, mesmo vivenciando longa decadência, o Bologna segue como quinto maior vencedor da Serie A, abaixo da Genoa, Juventus e da dupla de Milão, possuindo os mesmos sete títulos do Torino e estando à frente de Roma (três), Lazio, Napoli e Fiorentina (dois cada um).[carece de fontes?]

### Seleção

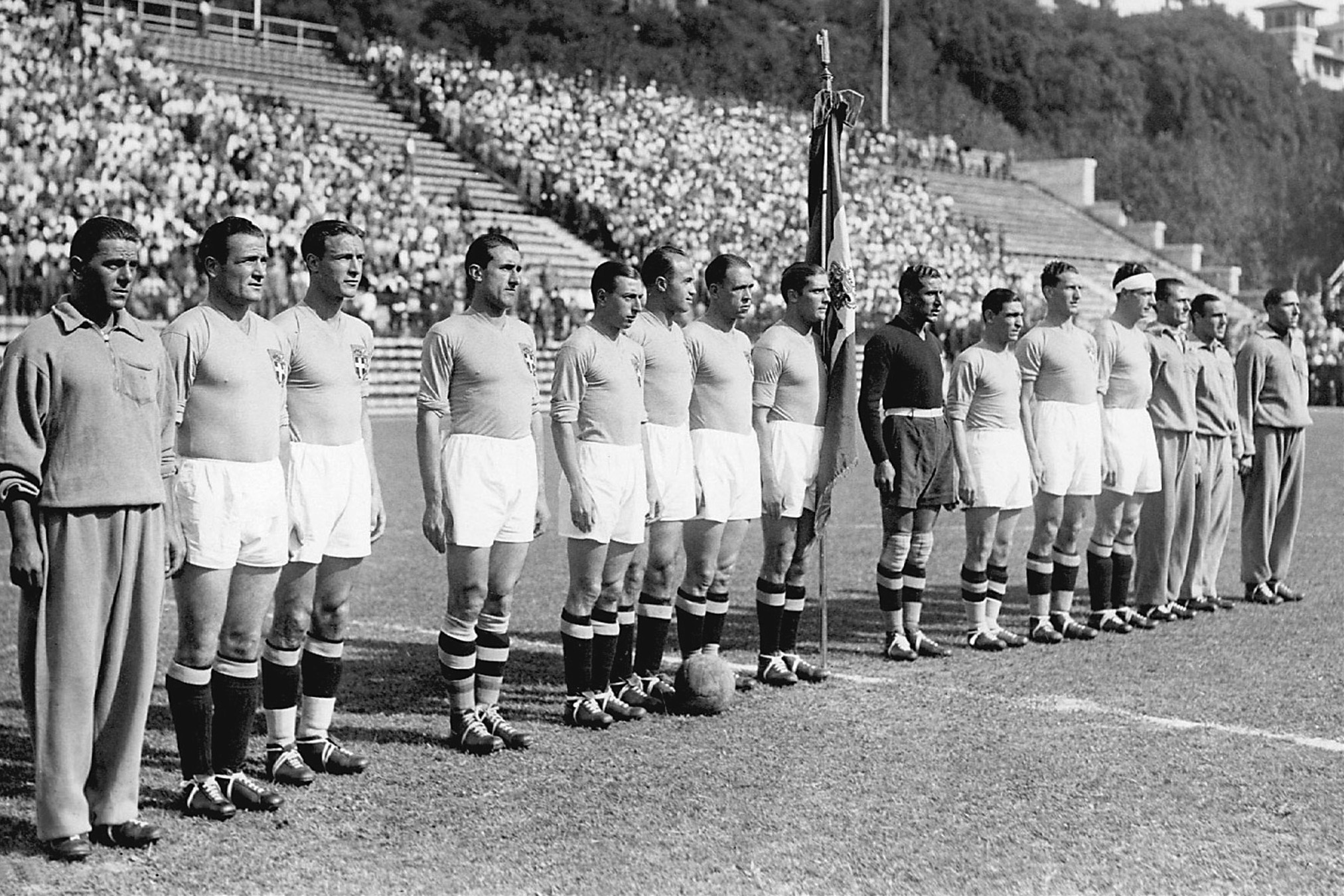
A Itália antes da final da Copa do Mundo FIFA de 1934. Schiavio é o terceiro uniformizado (e a quarta pessoa) em pé, da esquerda para a direita.

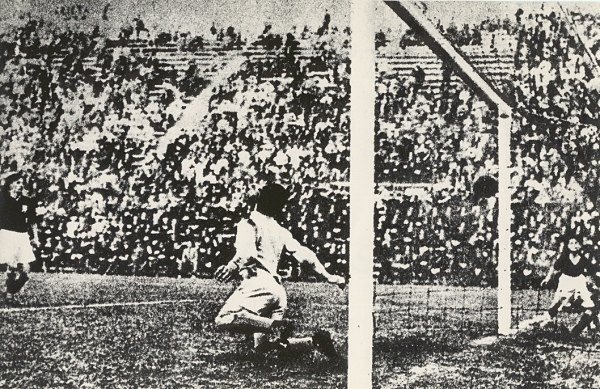
O goleiro tchecoslovaco František Plánička encoberto pelo gol de Schiavio na final.

Schiavio estreou pela Itália em 4 de novembro de 1925, em vitória por 2-1 na qual marcou os dois gols italianos sobre a Iugoslávia, em Pádua.[carece de fontes?] Havia acabado de participar do primeiro título italiano do Bologna, na temporada de 1924-25. Até 1929, continuou a ser chamado em cada ano pela Azzurra, incluindo participação no futebol nos Jogos Olímpicos de Verão de 1928. Naquelas Olimpíadas, marcou um gol em vitória por 7-1 sobre a Espanha e três no 11-3 sobre o Egito. Os italianos terminaram com a medalha de bronze, após derrota por 3-2 na semifinal para o campeão Uruguai.[carece de fontes?]
Schiavio não jogou pela Itália entre 1929 e 1932,[carece de fontes?] ano no qual foi artilheiro do campeonato italiano. Convocado à Copa do Mundo FIFA de 1934, marcou três vezes na estreia, contra os Estados Unidos, que na edição anterior haviam ficado na terceira colocação. Um dos gols abriu o placar e foi o primeiro da seleção na história das Copas do Mundo FIFA. Outro deles, o terceiro (e quinto da Azzurra) foi o centésimo marcado na história da competição.
Na partida seguinte, Schiavio foi pivô de uma polêmica: a Espanha vencia por 1-0 e os italianos empataram graças a uma falta do atacante sobre o goleiro adversário Ricardo Zamora, que havia rebatido uma bola e fora impedido por Schiavio de levantar-se para evitar a conclusão de Giovanni Ferrari. Outra versão aponta que o goleiro teria levado uma cotovelada no lance. Apesar dos protestos espanhóis, o árbitro ignorou a falta e o resultado manteve-se em 1-1 ao fim da prorrogação, o que pelo regulamento da época forçou um jogo extra já no dia seguinte. Nela, Zamora e Schiavio não jogaram. A Itália venceu por 1-0.
A Itália posteriormente venceu na semifinal uma sensação do torneio, o Wunderteam da Áustria, sem que Schiavio marcasse. Na decisão, a Tchecoslováquia chegou a abrir o placar já aos 31 minutos do segundo tempo, acertando em seguida uma bola na trave. O susto não impediu que os italianos empatassem cinco minutos depois, forçando uma prorrogação que não deixou de preocupar a torcida anfitriã: era a quarta partida em dez dias da Azzurra e 300 minutos jogados em contraste com os 180 do adversário, que havia jogado apenas duas vezes. Schiavio, porém, tranquilizou a plateia ao marcar já nos cinco minutos do tempo extra.
No lance, Giuseppe Meazza lançou a bola na área tchecoslovaca. Pela meia-direita, Schiavio e Enrique Guaita dividiram com dois adversários. A bola sobrou a Guaita e tocou ao colega, que escapou sozinho. Na entrada da grande área, ele arrematou exatamente no instante em que Josef Čtyřoký apareceu para tentar interceptar. A bola desviou e, com efeito, encobriu o goleiro František Plánička, que havia se ajoelhado para esperar um chute que parecia que seria rasteiro. Após o gol, os italianos se retrancaram com sucesso para garantir o título. Aquela foi a última partida de Schiavio pela seleção. Ao todo, foram 15 gols em 21 partidas pela Itália.[carece de fontes?]

## Após parar de jogar
Filho de fazendeiros, Schiavio passou a dedicar-se aos negócios familiares, além de tornar-se dirigente do próprio Bologna. Na década de 1950, ele também integrou a comissão técnica da seleção italiana, não repetindo o êxito de jogador, com a Azzurra não se classificando à Copa do Mundo FIFA de 1958.
Morreu em 1990, poucos meses antes do início da Copa do Mundo, que seria novamente realizada em seu país.

## Títulos

### Bologna
- Campeonato Italiano (4): 1924-25, 1928-29, 1935-36 e 1936-37.
- Mitropa Cup (2): 1932 e 1934

### Seleção Italiana
- Copa do Mundo (1): 1934
- Medalha de bronze olímpica:  1928

### Individual
- Artilheiro da Série A italiana (1): 1931-32 (25 gols)